# اورنينا
معنى اسم أورنينا هي / الصوت الإلهي أو الصوت المقدس / 
و قد وجد تمثال أور نانشي (معروفة أيضاً بأسم أورنينا) في مملكة ماري / حضارة اوجاريت وهي أول أنثى مغنية في التاريخ البشري و كانت مغنيةوموسيقية لمعبد عشتار في مملكة ماري

## الخلفية
تم أكتشاف تمثال جالس مصنوع من الألباستر الأبيض في معبد عشتار الذي يعود لعصر السلالات الملكية الأولى في مملكة ماري حوالي عام 2645 قبل الميلاد، يظهر التمثال شخص موسيقي أسمه الوارد في النقش هو أور-نانشي، وهو اسم مذكر. وجنس التمثال غير واضح لأن الجذع يظهر ثدياً للإناث، على الرغم من أنه يمكن أن يكون رجلاً مخصياً.
يصور التمثال أور-نانشي جالستاً على وسادة مزينة مرتدية ثوباً مهدباً. ويبدو أن أور نانشي كانت فنانة في بلاط الملك إبل إيل.

## جائزة اورينا
جائزة اورينا هي جائزة تمنح في مهرجان الأغنية السورية الذي يقام دوريا في مدينة حلب - سوريا ، ويمثل نسخة من تمثال أثري يمثل مغنية تعزف على آلة موسيقية اكتشفت في مملكة ماري على نهر الفرات .